# Ispace Inc
Ispace Inc är ett börsnoterat japanskt företag, som utvecklar och tillverkar robotfordon och annan rymdutrustning för rymdmyndigheter och privata företag. Det har sitt huvudkontor i Tokyo  i Japan, med kontor också i Denver i Colorado i USA och i Luxemburg.

## Historik

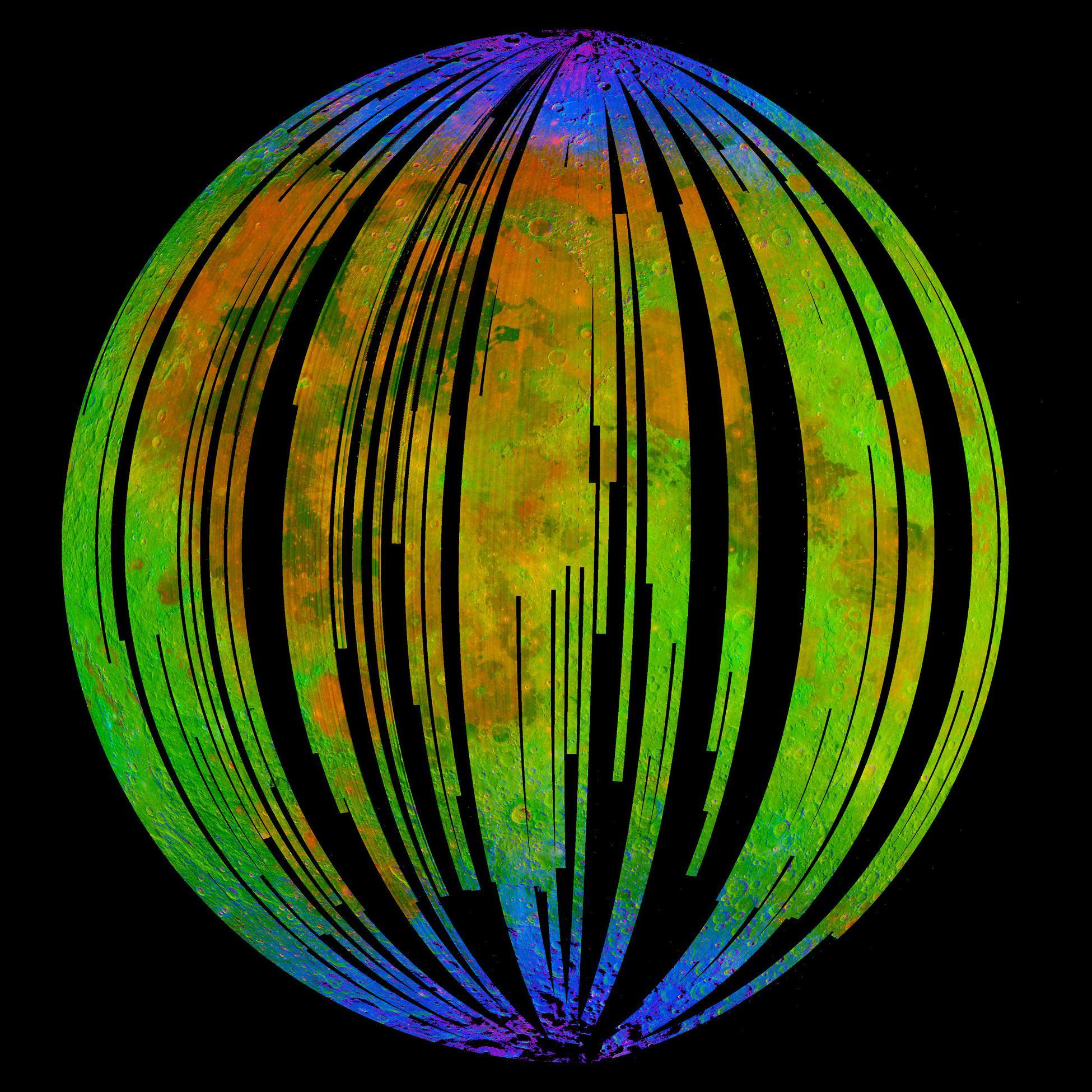
Bild på månen, som tagits av spektrometern Moon Mineralogy Mapper. Blått visar spektralbilden för hydroxid, grönt visar månytans ljushet mätt av reflekterat infraröd solstrålning och rött visar mineralen pyroxen.

Ispace började som en samarbetspartner till den europeiska organisationen White Label Space, som var en 2008 grundad internationellt nederländernabaserad grupp av rymdtekniker, som satts upp för att tävla om Google Lunar X Prize. Tävlingen gällde att placera en månbil på månens yta och åstadkomma att den kunde röra sig 500 meter där.
Europeerna i gruppen arbetade med månlandaren och japanerna, som kom från Tohoku University och leddes av Kazuya Yoshida, arbetade med månbilen.
Takeshi Hakamada grundade 2010, White Label Space Japan LLC, för att hantera kommersiella och finansiella aspekter för den japanska gruppen. När den europeiska gruppen 2013 lade ned sitt utvecklingsarbete, beslöt den japanska gruppen att fortsätta tävlingsarbetet på egen hand under namnet Ispace på företaget och Hakuto på ingenjörsgruppen. Team Hakuto lyckades inte nå resultat under tävlingstiden, men fortsatte utvecklingsarbetet och lyckades 2018 få erforderlig finansiering för att gå vidare med både månlandare och månbil.

## Hakuto-R program

### Hakuto-R Mission 1
Hakuto-R Mission 1 var en månlandare som bar bland annat en månbil som ägdes av Emirates Lunar Mission i ett samprojekt med Mohammed bin Rashid Space Centre.
Hakuto-R Mission 1 sköts upp den 11 december 2022 med en Falcon 9 Block 5-raket, tillsammans med Emirates Lunar Mission och NASA:s Lunar Flashlight-satellit. Landningsförsöket den 21 mars 2023 misslyckades.

### Hakuto-R Mission 2
Hakuto-R Mission 2, som bar månlandaren Resilience och den fem kilo tunga minimånbilen Ternacious, sköts upp den 15 januari 2025. Månbilen bar i sin tur Mikael Genbergs 100 gram tunga konstverk Moonhouse. Den avbröts den 5 juni 2025, efter det att kommunikationen med månlandaren avbrutits 90 sekunder före beräknad landning på månytan den 5 juni 2025 och månlandaren därefter sannolikt kraschlandat.

## Mission 3
Ispace Mission 3 är planerad att sätta APEX 1.0 lunar lander i månkratern Schrödinger på månens baksida, med uppskjutning 2026.